# Gorybia semiopaca
Gorybia semiopaca là một loài bọ cánh cứng trong họ Cerambycidae.